# Bromeliohyla bromeliacia
Bromeliohyla bromeliacia es una especie de anfibios de la familia Hylidae.
Habita en el norte de Chiapas (México), en los Montes Maya de Belice, centro-norte de Guatemala y noroeste de Honduras.
Sus hábitats naturales incluyen bosques tropicales o subtropicales secos y a baja altitud y montanos. Está amenazada de extinción por la destrucción de su hábitat natural.